# SN 2010it
SN 2010it – supernowa typu Ia odkryta 11 października 2010 roku w galaktyce NGC 1417. W momencie odkrycia miała maksymalną jasność 17,00m.